# Ema a kouzelná kniha
Ema a kouzelná kniha je kniha pro děti a mládež české spisovatelky Petry Braunové, poprvé publikovaná v roce 2010 nakladatelstvím Albatros s ilustracemi Tomáše Řízka. Podruhé vyšla v roce 2018 v nakladatelství Euromedia v edici Pikola, tentokrát s ilustracemi Evy Chupíkové. Kniha vypráví o dívčím sirotčinci na kraji města a konkrétně o dívce, která je jiná než ostatní, třeba tím, že vidí víly. Kniha dokáže rychle vtáhnout do napínavého děje a získala několik čtenářských ocenění.

## Děj
Děj začíná popisem Emy, která žije v sirotčinci na kopci za městem. Bydlí v něm 24 dívek a Slečna vychovatelka. Kolem celého sirotčince je vysoká zeď a mohutná brána, takže dívky na město nevidí. Už v první kapitole Je zmínka o vílách, které Ema vidí a povídá si s nimi. To jí však Slečna vymlouvá, protože takové věci ostatní nevidí má si hrát, jako ostatní děti třeba na pískovišti.
V sirotčinci jsou jasná pravidla, která dodržují dívky i Slečna vychovatelka. Co se slíbí, musí dodržet a jedním pravidlem, je že dívky v den svých desátých narozenin mají dovoleno jít poprvé do města na obhlídku, dostanou zlatou minci a mohou si koupit, cokoliv chtějí, někdo si koupí bonbóny někdo jde do lunaparku a Ema koupila knihu, která je kouzelná, protože jí dorůstají stránky.
Týden před Emy narozeninami se objeví malý chlapeček pod okny sirotčince a všechny to zarazí, protože dveře byly zamčeny. V noci se Ema rozhodne najít díru, která musí někde ve zdi být. Prodírá se kopřivami a hustým křovím, ruce má odřené od zdi a díru najde. Je užaslá pohledem na krásné osvětlené město, ale musí se vrátit, protože slyší volání slečny, která ji hledá. Ráno dělá, jako by celou noc spala v posteli, ale přes den se jí udělá špatně, omdlí a rozjede se ji dlouhá nemoc. Ema byla nemocná půl roku, velmi zhubla a propásla svůj narozeninový den. Bála se, že ji slečna do města nepustí, ale když se Ema dostala do formy, tak měla dovoleno město navštívit.
Bohužel město nebylo podle očekávání Emy. Uličky byly špinavé a lidi věděli podle šatů, že je ze sirotčince, takže ji chtěli její zlatý peníz vzít. Koupila knihu v antikvariátu, které dorůstají stránky, kterou ji pak sebrala jedna rozmazlená holčička a vytrhala stránky, aby zjistila pravdu. Smutné Emě pomohla stránky najít chudá holka Františka, která se stala její kamarádkou. Ema se chtěla podívat do lunaparku, ale neměla další peníze, tak se tam s partou kluků vplížila a pak jim musela pomoc krást bonbóny, když na ně přišli, tak Emu chytili a chtěli odvést na policii, ale v tu chvíli uslyšela zvony, které znamenají, že se dívky musí vrátit do sirotčince. Jenomže Ema nestihla otevřenou bránu z města. Měla velký hlad a tak myla nádobí za jídlo v hospodě U Zahnuté šavle spolu s Františkou, u které nakonec přespala. Tam poznala, co je slovo mami a tati.
Když se ráno vrátila do sirotčince, tak byly všichni šťastní, že je Ema v pořádku.
Kniha končí tím, že v knize dorostly stránky a příběh v ní je složen ze všech tajných přání dívek, takže mají pytlíky plné bonbónů a lízátek. Ve skříních mají barevné oblečení, v jídelně je přichystaná snídaně. Další stránky jsou o tom, jak na zahradu přijedou cirkusáci na slonech. Hraje muzika a v tom troubí auta a začnou z nich vylézat maminky a tatínci všech dětí ze sirotčince, který se rozplyne a všichni odchází šťastní do města. 

## Přijetí a interpretace
Milena Šubrtová o prostředí knihy říká, že Sirotčinec se vyznačuje „vlídným, ale rigidně sterilním řádem“, přičemž protiklad k tomuto strohému a do hnědých odstínů laděnému prostoru tvoří vzrušující a podnětné město. Klíčovým symbolem je pak magická kniha, spojující vyzrálou touhu po opravdovém, dospělém životě se schopností plnění tajných dětských přání, jimž vévodí úplná rodina.
Na ČT24 kniha Ema a kouzelná kniha vyhrála první místo u dětí i knihovníků. Pro spisovatelku Petru Braunovou je největší pochvala, když se kniha líbí dětem.
V soutěži 19. ročníku Ankety SUK vyhrála první místo Petra Braunová s knihou Ema a kouzelná kniha. Hlasovali sami čtenáři a šlo o nejúspěšnější knihu v kategorii dětské literatury.
Kniha získala 1. místo v kategorii dětí. Ocenění bylo autorce předáno v Památníku národního písemnictví v Praze v roce 2011. Knihu hodnotí kladně knihovna Blansko, kde se s autorkou mohly setkat i děti ze škol během akcí Týden knihoven.